# Àguila muntanyenca
L'àguila muntanyenca (Nisaetus nipalensis) és una espècie d'ocell de la família dels accipítrids (Accipitridae). Habita boscos de muntanya de l'Àsia meridional, al nord de l'Índia, oest de Myanmar, est de la Xina, Hainan i Japó. Les poblacions de l'Himàlaia migren en hivern fins a l'Índia central i el Sud-est Asiàtic. El seu estat de conservació es considera gairebé amenaçat.

## Subespècies
Aquest gènere és classificat en tres subespècies:
- N. n. nipalensis, Hodgson, 1836. Des de l'Himàlaia fins Xina i la Península Malaia.
- N. n. orientalis (Temminck et Schlegel, 1844), del Japó.
- N. n. kelaarti (Legge, 1878), de Sri Lanka, i l'Índia sud-occidental.

L'última subespècie és considerada una espècie diferent (Nisaetus kelaarti) per alguns autors.